# Akanvaaranjärvet (Gällivare socken, Lappland, 748475-173195)
Akanvaaranjärvet är en sjö i Gällivare kommun i Lappland och ingår i Kalixälvens huvudavrinningsområde.